# Myrmicaria
Myrmicaria is een geslacht van vliesvleugelige insecten van de familie Mieren (Formicidae).

## Soorten
- M. anomala Arnold, 1960
- M. aphidicola Calilung, 2000
- M. arachnoides (Smith, F., 1857)
- M. arnoldi Santschi, 1925
- M. basutorum Arnold, 1960
- M. baumi Forel, 1901
- M. birmana Forel, 1902
- M. brunnea Saunders, W.W., 1842
- M. carinata (Smith, F., 1857)
- M. castanea Crawley, 1924
- M. distincta Santschi, 1925
- M. exigua André, 1890
- M. faurei Arnold, 1947
- M. fodica (Jerdon, 1851)
- M. foreli Santschi, 1925
- M. fumata Santschi, 1916
- M. fusca Stitz, 1911
- M. irregularis Santschi, 1925
- M. laevior Forel, 1910
- M. melanogaster Emery, 1900
- M. natalensis (Smith, F., 1858)
- M. nigra (Mayr, 1862)
- M. opaciventris Emery, 1893

- M. reichenspergeri Santschi, 1925
- M. rhodesiae Arnold, 1958
- M. rugosa (Smith, F, 1860)
- M. rustica Santschi, 1925
- M. salambo Wheeler, W.M., 1922
- M. striata Stitz, 1911
- M. striatula Santschi, 1925
- M. tigreensis (Guérin-Méneville, 1849)
- M. vidua Smith, F., 1858